# Jonestown (Barima-Waini)
 (novembre 2024).
Si vous disposez d'ouvrages ou d'articles de référence ou si vous connaissez des sites web de qualité traitant du thème abordé ici, merci de compléter l'article en donnant les références utiles à sa vérifiabilité et en les liant à la section « Notes et références ».
Pour les articles homonymes, voir Jonestown.
Jonestown est le nom d'une communauté agraire créée en 1974 par le révérend Jim Jones, gourou de la secte le Temple du Peuple. Elle se trouve à environ 8,5 km de la petite ville de Port Kaituma, dans la région de Barima-Waini au Guyana. 
Le 18 novembre 1978, elle est le théâtre d'un suicide collectif, durant lequel Jones et 908 de ses adeptes trouvent la mort en ingérant du cyanure. 
À la suite de cet événement, les bâtiments de la secte sont démolis par décision du gouvernement du Guyana, et par respect pour les familles des victimes. Par la suite, la nature a repris ses droits sur le terrain, recouvert par la forêt Amazonienne. Il est interdit de désigner ce lieu-dit par l'appellation de « Jonestown », les autorités du Guyana considérant Jim Jones comme un tueur de masse. Une stèle, érigée par des familles de victimes en 1986, rappelle le drame survenu en ce lieu. Parmi les familles des victimes, personne ne souhaita faire de ce lieu un musée, ce qui aurait été considéré comme un grand honneur fait au gourou Jim Jones. Le lieu reste cependant mémoriel, et chaque année, une délégation constituée de membres des familles des victimes vient fleurir la stèle qui rappelle le drame.